# Campylocentrum amazonicum
Campylocentrum amazonicum es una especie de orquídea epifita originaria de Sudamérica. 

## Descripción
Es una orquídea de hábitos epífitas, monopodial con tallo y hojas rudimentarias, cuyas inflorescencias brotan directamente de un bulto en la base de sus raíces aéreas. Las flores son pequeñas, los sépalos y pétalos libres, y nectario en la parte posterior del labio. Pertenece al grupo de especies Campylocentrum que no tienen hojas o tallos aparentes.

## Distribución y hábitat
Se encuentra en el norte y noreste de Brasil. 

## Taxonomía
Campylocentrum amazonicum fue descrita por Célestin Alfred Cogniaux y publicado en Flora Brasiliensis 3(6): 521. 1906.
Etimología
Campylocentrum: nombre genérico que deriva de la latinización de dos palabras griegas: καμπύλος (Kampyle), que significa "torcido" y κέντρον, que significa "punta" o "picar", refiriéndose al espolón que existe en el borde de las flores.
amazonicum: epíteto geeográfico que alude a su localización en la Cuenca del Amazonas.